# شو ژنگ (بازیکن بیسبال)
شو ژنگ (انگلیسی: Xu Zheng؛ زادهٔ ۱۰ مه ۱۹۸۱) بازیکن بیسبال اهل چین بود. در بازی‌های المپیک تابستانی ۲۰۰۸ شرکت کرده‌است.